# کوچصفهان
کوچـِصْـفَهان (نام اصلی و گیلکی: کۊجسبان) یکی از شهرهای استان گیلان در شمال ایران است. این شهر با جمعیت ۹٬۴۵۰ نفر (برآورد ۱۳۹۰خ) در بخش کوچصفهان شهرستان رشت قرار دارد. این شهر بین رشت و آستانه اشرفیه قرار دارد.
بر اساس منابع تاریخی احداث این شهر به دوره ساسانی بازمی‌گردد.

## وجه تسمیه کوچصفهان
گفته‌شده تیره‌هایی از کوچ و بلوچ به دلایلی از جنوب شرقی ایران (اصفهان) کوچانیده و در سایر مناطق ایران اسکان داده‌شده‌اند، می‌توان احتمال داد که بعضی نیروهای کوچ و بلوچ در کوچصفهان ساکن شده و در قرن‌های بعد نام خود را به قرارگاه‌هایشان داده باشند. بر اساس این نظریه کوچصفهان را باید کوچ اسبان یا کوچی اسبان بدانیم.
سید ظهیرالدین مرعشی مؤلف کتاب «تاریخ گیلان و دیلمستان» نوشته شده در سال ۸۸۲ هجری قمری دربارهٔ وجه تسمیهٔ کوچصفهان می‌نویسد: «… و این کوچصفهان ولایت معمور پرنعمت و شهری به نزاهت و طراوت معروف است و از آن سبب او را کوچه اصفاهان می‌گفتند که یعنی کوچک اصفاهان که به لفظ مردم «بیه پس» کوچک محمد یا کوچک علی نام باشد. ایشان را به اصطلاح کوچه علی و کوچه محمد و مثل هذا گویند و اکنون از کثرت استعمال کوچصفهان می‌نامند»[۱۱]
زنده یاد جهانگیر سرتیپ پور درکتاب نام‌ها و نام دارها دربارهٔ وجه تسمیهٔ کوچصفهان نوشته‌است: ظاهراً نام حقیقی کوچصفهان باید کوچسبان بوده باشد که حرف ب آن مبدل به ف شده آن چنان‌که پادوسبان که مأخذ از پاذگسبان عهد ساسانی بوده، در زمان‌های بعد «پادوسفان، بادوسفان» خوانده و ثبت شده‌است. خواجه اصیل الدین محمد زوزنی (۶۵۰ هـ. ق) گوید: «ولایت کوچسفان در شمال کوتم برکنار دریا افتاده‌است و حاکمش ساسان بن همام است… آنچه قابل توجه است این که جزء اول نام کوچسبان با کوچستان با نام قبیله «کوچ» به ضم اول و سکون ثانی و ثالث مشابه است که در برخی یادداشت‌ها با نام «قفص» (به ضم اول و سکون ثانی و ثالث) ثبت شده‌است. این قوم و قوم بلوچ به عبارت دیگر قبایل «کوچ و بلوچ» در عهد عضد الدوله دیلمی (حوالی سال‌های ۳۶۴ و ۳۶۸ هـ. ق) در جنوب شرقی ایران منشأی حوادثی بوده‌اند و ناامنی‌هایی در مسیر کاروانیان به وجود می‌آوردند که شاهنشاه عضدالدوله فرمان قلع و قمع آنان را صادر کرد و تیره‌هایی از کوچ و بلوچ را از جنوب شرقی ایران کوچانید و به فارس و سایر مناطق ایران فرستاد و امر به اسکان داد» [۱۲]
برخی از روایت‌ها بر این عقیده‌اند که کوچصفهان از کوچی + اسبان ترکیب یافته‌است، در آن هنگام در آن مکان اسب‌هایی کوچک خزری پرورش می‌یافته‌است. به همین علت به این نام مشهور شده‌است.

## تاریخ کوچصفهان
حمدالله مستوفی مؤلف کتاب نزهه القلوب که در سال ۷۳۰ هجری قمری تألیف یافته‌است. کوچصفهان را از ساخته‌های اردشیر بابکان دانسته‌است، وی می‌نویسد: «از شهرستان‌های معروف گیلان می‌توان اسفهبد، رشت، تولم، شفت، گسکر، کوچصفهان، کوتم، تیمجان، خمام، نسیر و لاهیجان را نام برد که همگی از اقلیم چهارم و بر کنار دریای خزر واقع شده‌اند [۲]
خاندان سنی مذهب اسمعیل‌وند در کوچصفهان حکومت می‌کرد و مناطق لشت نشا و خشکبیجار و قسمت شمال شرقی منطقهٔ فعلی موازی را شامل می‌گردید. در زمان فتح گیلان توسط اولجایتو از جانب قوای مغول غارت شد تا این که فرمانروای آن سالوک که به خاطر شجاعتش به این نام معروف شده بود، مجبور گردید انقیاد و فرمانبرداری خود را اعلام دارد.
آخرین فرمانروای کوچصفهان که از خاندان اسمعیل وند بود، امیره مسعود پسر نوع پاشا پسر سالوک بود که پدرش در سال ۷۶۸ هجری قمری (برابر با ۷–۱۳۶۶ میلادی) درگذشت و خود وی نیز اندکی بعد به وسیلهٔ سیدعلی کیا از متصرفات خویش بیرون رانده شد. آنگاه کوچصفهان زیر سلطهٔ سادات لاهیجان قرار گرفت و بعداً عامل عمدهٔ کشمکش‌های میان فرمانروایان فومن لاهیجان گردید) [۳]
(امیره اسحق] بایگانی‌شده  در ۸ آوریل ۲۰۱۸ توسط Wayback Machine حاکم فومن [به علت شافعی بودن اهالی، این سرزمین را جزء خاک بیه پس می‌دانست، جنگ‌های زیادی در محل کدوبن میان لشکریان بیه‌پس و بیه پیش بر سر اراضی کوچصفهان روی داد. در سال ۹۴۵ هـ. ق، خان احمدخان لاهیجی کوچصفهان را جزء خاک بیه پیش آورد. این عمل دیری نپایید زیرا شاه تهماسب او را دستگیر کرد و ابتدا در قلعهٔ قهقهه و سپس در قلعه اصطخر پارس زندانی کرد. اواخر سال ۹۴۵ هـ. ق کوچصفهان جزء خاک بیه‌پس شد.
میر ظهیرالدین مرعشی ترکیب این نام را از دو جزء «کوچک» و «اصفهان» می‌داند. در زمان عبدالفتاح فومنی گوراب جور جزء خاک کوچصفهان بوده‌است. از کوچصفهان قدیم و محل آن اطلاعی که داریم این است که فعلاً نزدیک بازار کوچصفهان کنونی محلی به نام «کهنه کوچصفهان» معروف است که می‌گویند، دهکدهٔ بزرگی بوده، سربازان و جنگجویان کوچصفهان از سایر لشکریان بیه پس بهتر و بالاتر بوده‌اند. عبدالفتاح فومنی در بیان وقایع سال ۹۴۲ هـ. ق می‌نویسد:
«لتأم و سپاهی کوچصفهان بر تمامی سپاه و لتأم الکای بیه پس بر حسب شوکت و استطاعت تفوق در جهان دارد [۴]
مکنزی در سفرنامهٔ شمال (۱۸۵۸ میلادی) بلوک کوچصفهان را شامل هفت محله می‌داند که محصول ابریشم آن در سال حدود هزار من شاهی است.
بنابر برخی پندارها، کوچصفهان را اردشیر با بکان ساخته و در نسخه‌های مختلف تاریخی «سهمش» و «بهمش» و «بهمنش» نامیده شده‌است. نیز بنای این شهر را به اردشیر با بکان نسبت می‌دهد نام این ناحیه در حدود العالم دیده نشده ولی از قرن هفتم به بعد با نام «کوچسبان، کوجبان، کرجبان، کرجان، کوجستان» معرفی شده‌است. ظاهراً نام واقعی آن باید کوچسبان بوده باشد که حرف «ب» آن مبدل به «ف» شده‌است. در نزدیکی بازار کوچصفهان که در «قاضی محله» واقع شده محلی با نام «کهنه کوچصفهان» وجود دارد که می‌گویند در گذشته دهکده بزرگی بوده‌است. میر ظهیر الدین مرعشی، نام این شهر را ترکیبی از دو جزء «کوچک واصفهان» می‌داند چون در زبان گیلکی، کوچک را «کوچ» می‌گویند بدین ترتیب کوچصفهان را باید اصفهان کوچک دانست. اما بنابر یک نظر، جزء اول نام کوچسبان یا کوچستان با نام قبیله «کوچ» مشابه است. این قوم وقوم بلوچ به عبارت دیگر قبایل «کوچ و بلوچ» در عهد عضدالدوله دیلمی حوالی سال‌های ۳۶۴ و۳۶۸ هجری قمری در جنوب شرقی ایران منشآء حوادثی بوده وناامنی‌هایی در مسیر کاروانیان به وجود آورده‌اند که عضدالدوله فرمان قلع وقمع آنان را صادر کرد وتیره‌هعضدالدولهچ وبلوچ را از جنوب شرقی ایران کوچانیده در فارس وسایر مناطق ایران اسکان داده‌است. می‌توان احتمال داد که بعضی نیروهای کوچ و بلوچ در این نواحی ساکن شده و در قرن‌های بعد نام خود را به قرارگاه‌هایشان داد باشند براساس این نظریه کوچصفهان را باید کوچ اسبان یا کوچی اسبان بدانیم، به معنی «دارندگان اسبهای کوچک» یا جایگاه اسب‌های کوچک است [۲۱]

## معاصر
کوچصفهان در زمان لشکرکشی رضاشاه به گیلان یکی از مناطقی بود که سپاه او در آن جا اردو زد. این شهر در چند دهه اخیر رشد چشمگیری یافت، کمربندی و طرح جامع شهری ابعاد شهر را گسترش داد، فضای سبز، ساختمان‌های جدید، گسترش شبکهٔ راه‌ها دورنمای خوبی را در پیش روی این شهر نهاد. تأسیس برخی از شرکت‌ها و کارخانجات تولیدی و جذب بخشی از نیروهای کار در منطقه سبب توسعه و پیشرفت منطقه گردید.[۵]

## موقعیت جغرافیایی
کوچصفهان در مسیر جاده‌کناره واقع است و راه رشت ـ رامسر از مرکز آن می‌گذرد. علاوه بر مرکز کوچصفهان بعضی از قرای تابع این بخش نیز با توجه به قرار گرفتن در مسیر جاده از موقعیت ارتباطی مناسبی برخوردارند.
کوچصفهان در همسایگی شهر سنگر می‌باشد و دارای روستا‌های زیادی است. مثل روستای سده، روستای ویشکاننک، روستای حشکوا، روستای ایمن‌آباد و...

## آب و هوا
هوای کوچصفهان از نوع هوای معتدل مدیترانه‌ای همراه با نم و رطوبت است، اختلاف درجه حرارت روز و شب در تابستان و زمستان زیاد نیست و اعتدال هوا به قولی در خلق و خوی نرمش‌پذیر و آرام مردم مهربان این منطقه تأثیری نیکو دارد.
در کوچصفهان زمستان بارانی تر از تابستان است. این منطقه به وسیله Köppen and Geiger به Csa طبقه‌بندی شده‌است در کوچصفهان میانگین سالانه دما ۱۵٫۸ سانتی گراد است. در سال میانگین میزان بارش به ۱۳۱۴ میلی‌متر می‌رسد.
آب و هوا در کوچصفهان سرد نیست و عموماً گرم و معتدل است. میزان بارندگی در کوچصفهان حتی در خشک‌ترین ماه سال نیز زیاد است. برطبق سامانهٔ طبقه‌بندی اقلیمی کوپن، آب و هوا بر اساس Cfa طبقه‌بندی می‌شود. در رشت میانگین سالانه دما ۱۵٫۸ سانتی گراد است. میزان بارش سالانه در حدود ۱۳۵۹ میلی‌متر است.
در ژوئیه میزان بارش در کمترین حد خود قرار دارد که میانگین آن ۴۱ میلی‌متر است. بیشترین میزان بارش در اکتبر رخ می‌دهد که میانگین آن ۲۳۶ میلی‌متر است.
با دمای میانگین ۲۴٫۷ درجه ساانتی گراد، آگوست گرم‌ترین ماه سال است. کمترین میانگین دما در سال در فوریه است که در حدود ۷٫۱ درجه سانتی گراد است.

## جدول آب و هوا کوچصفهان
|                               | January | February | March | April | May  | June | July | August | September | October | November | December |
| ----------------------------- | ------- | -------- | ----- | ----- | ---- | ---- | ---- | ------ | --------- | ------- | -------- | -------- |
| Avg. Temperature (°C)         | ۷٫۲     | ۷٫۲      | ۹٫۲   | ۱۳٫۴  | ۱۸٫۷ | ۲۲٫۴ | ۲۴٫۷ | ۲۴٫۶   | ۲۱٫۹      | ۱۷٫۷    | ۱۳٫۱     | ۹٫۱      |
| Min. Temperature (°C)         | ۲٫۹     | ۳        | ۵٫۵   | ۹٫۱   | ۱۳٫۷ | ۱۷٫۲ | ۱۹٫۶ | ۱۹٫۷   | ۱۷٫۳      | ۱۳٫۴    | ۸٫۶      | ۴٫۶      |
| Max. Temperature (°C)         | ۱۱٫۵    | ۱۱٫۴     | ۱۲٫۹  | ۱۷٫۷  | ۲۳٫۸ | ۲۷٫۶ | ۲۹٫۸ | ۲۹٫۶   | ۲۶٫۵      | ۲۲      | ۱۷٫۷     | ۱۳٫۷     |
| Avg. Temperature (°F)         | ۴۵٫۰    | ۴۵٫۰     | ۴۸٫۶  | ۵۶٫۱  | ۶۵٫۷ | ۷۲٫۳ | ۷۶٫۵ | ۷۶٫۳   | ۷۱٫۴      | ۶۳٫۹    | ۵۵٫۶     | ۴۸٫۴     |
| Min. Temperature (°F)         | ۳۷٫۲    | ۳۷٫۴     | ۴۱٫۹  | ۴۸٫۴  | ۵۶٫۷ | ۶۳٫۰ | ۶۷٫۳ | ۶۷٫۵   | ۶۳٫۱      | ۵۶٫۱    | ۴۷٫۵     | ۴۰٫۳     |
| Max. Temperature (°F)         | ۵۲٫۷    | ۵۲٫۵     | ۵۵٫۲  | ۶۳٫۹  | ۷۴٫۸ | ۸۱٫۷ | ۸۵٫۶ | ۸۵٫۳   | ۷۹٫۷      | ۷۱٫۶    | ۶۳٫۹     | ۵۶٫۷     |
| Precipitation / Rainfall (mm) | ۱۲۶     | ۱۰۲      | ۱۰۹   | ۷۰    | ۴۳   | ۴۵   | ۳۹   | ۷۱     | ۱۶۷       | ۲۲۹     | ۱۷۰      | ۱۴۳      |

تفاوت ۱۹۰ میلی‌متری بین میزان بارش خشک‌ترین و مرطوب‌ترین ماه سال وجود دارد.
بین خشک‌ترین و مرطوب‌ترین ماه سال، تفاوت میزان بارش ۱۹۵ میلی‌متر است. تغییر در دما در طول سال به میزان ۱۷٫۶ درجه سانتی گراد است. [۷]

## قوم
اکثریت مردم بخش کوچصفهان گیلک هستند و به زبان گیلکی سخن می‌گویند.

## زبان
زبان اکثریت مردم کوچصفهان گیلکی و لهجهٔ بیه‌پسی از این زبان است.

## مذهب
اکثریت ساکنان کوچصفهان مذهب شیعهٔ دوازده امامی دارند. مردم کوچصفهان قبل از استقرار حکومت کیایی مذهب شافعی داشتند و سنی مذهب بودند، پس از تسلط خاندان کیایی مذهب زیدی را پذیرفتند و از دورهٔ صفویه به بعد به مذهب شیعهٔ دوازده امامی گرویدند.[۱۰]

## جمعیت
بنابر سرشماری مرکز آمار ایران، جمعیت بخش کوچصفهان شهرستان رشت در سال ۱۳۸۵ برابر با ۹۴۵۰نفر بوده‌است.

## اقتصاد
اقتصاد منطقهٔ کوچصفهان برکشاورزی استوار است، در کنار کشاورزی دام‌داری و پرورش طیور و نوغانداری نیز رایج است.
گروه‌های شغلی زیر در منطقه فعالیت دارند: کشاورز، نوغان دار، دام‌دار، علاف، بزاز، خراز، چان چوکش، بازارمج، چوب‌دار، قصاب، قهوه‌چی، سلمانی.

## بازار هفتگی
کوچصفهان در مسیر جاده رشت - لاهیجان از آبادی‌های قدیم استان گیلان است. بازار این شهر از نیم قرن پیش تاکنون در روزهای یکشنبه و چهارشنبه فعالیت داشته‌است. ساعت کار بازار از صبح زود تا ساعت ۱۴ است و انواع کالاها و اجناس از قبیل مواد غذایی، پوشاک، وسایل منزل و لوازم زینتی و کشاورزی در آن به فروش می‌رسد. در این بازار بیشتر معاملات روی برنج و دام و انواع سبزیجات انجام می‌گیرد. بازار دام و فروش گاو و گوسفند که معمولاً از نقاط دیگر کوچصفهان آورده می‌شود مشتریان زیادی را از شهرهای دیگر به این منطقه می‌کشاند و بر رونق بازار می‌افزاید [۱۳]

## بازار مال فروشان
یکی از مهم‌ترین بازارهای این شهر، بازار بزرگ فروش دام است که بازار مال فروشان کوچصفهان نامیده می‌شود. این بازار که یکی از بزرگترین بازارهای فروش گاو و گوسفند در شمال ایران است سبب گردیده که در روزهای برپایی بازار، مشتریانی از شهرها و حتی سایر استان‌های ایران جهت خرید دام به این شهرستان سفر کنند. این بازار از نیم قرن پیش تاکنون در روزهای یکشنبه و چهارشنبه فعالیت دارد. دام‌ها معمولاً از نقاط دیگر به کوچصفهان آورده می‌شوند و مشتریان زیادی را نیز از شهرهای دیگر به این منطقه می‌کشانند..[۱۴]

## بازار برنجلولمان
بازار بزرگ برنج پیربست لولمان بخش کوچصفهان از اهمیت خاصی برخوردار هست که در روزهای یکشنبه و چهار شنبه برپا میشود و در آن کشاورزان و بازاریان به معاملات برنج میپردازند. این بازار در ایام برداشت محصول برنج بسیار شلوغ و پر رونق میباشد .

## جاذبه‌هایی گردشگری
پل تاریخی مۊرغأنه پۊرد (به گیلکی: به معنای پل تخم‌مرغی) در روستای لاله دشت در خیابان شهید رحیم‌زاده از توابع دهستان بلسبنه کوچصفهان بر روی نهر نورود، در نزدیکی جاده امروزی رشت – لاهیجان واقع گردیده و ظاهراً از آثار دوره صفویه یا قاجاریه است. طول پل با احتساب دنباله آن در کنار روخانه ۳۶ متر، عرض آن (با احتساب جان پناه‌ها) ۴ متر و حداکثر ارتفاع آن تا سطح آب حدود ۴۰/۵ متر است [۱۵]
همچنین پل خشتی پل گیشه دمرده - عروس مرده- در روستای جیرسرا دهستان بلسبنه همانند نامش عروسی باستانی از دوران قاجار می‌باشد [۱۶]
حمام قدیمی از دوره قاجاریه این بنا در روستای بالا محله رشت آباد می‌باشد [۱۷]
کوچصفهان چندین امامزاده دارد که امامزاده آقاسیدقاسم (ع) (رودکل)، امامزاده آقاسیدرضی کیا (ع)، امامزاده آقاسیدابوجعفر (ع)، امامزاده آقاسید دانیال (ع)، امامزاده آقاسیدعاشور (ع)، امامزاده آقاسیدمحمد (ع)، امامزاده آقاسیدقاسم (ع) (چولاب) و امامزاده آقاسید احمد (ع) آقاسید اسماعیل از آن جمله است.[۱۸]
علاوه بر شاخه اصلی سفیدرود که از کنار کوچصفهان می‌گذرد، دیگر رودهایی که آب کشاورزی این بخش را تأمین می‌کند شامل رود نورود و خمام‌رود، رودخانه‌های فرعی توشاجوی، بهارجوی، میزاجوی، ادباجوی و سالارجوی است.
- امامزاده سیدقاسم چولاب

امامزاده سیدقاسم در روستای چولاب از توابع بخش کوچصفهان شهرستان رشت است، و در کیلومتر ۲۲ بزرگراه رشت به لاهیجان واقع است. روستای چولاب حدود ۶ کیلومتر با شهر آستانه اشرفیه و ۷ کیلومتر با شهر کوچصفهان فاصله دارد.
بقعه سید غریب، که در گویش محلی به غریب بقعه معروف است از دیگر مناطق گردشگری لولمان در بخش کوچصفهان میباشد.
از جاذبه های طبیعی گردشگری کوچصفهان میتوان به منطقه ای که (( لات )) معروف است اشاره کرد . لات در گویش محلی به معنای ساحل رودخانه میباشد.

## رودخانه های بخش کوچصفهان
شاخه اصلی سفیدرود که از کنار کوچصفهان می‌گذرد، دیگر رودهایی که آب کشاورزی این بخش را تأمین می‌کند شامل رود نورود و خمام‌رود، رودخانه‌های فرعی توشاجوی، بهارجوی، میزاجوی، ادباجوی و سالارجوی است.